# 청주 송상현 묘소 및 신도비
청주 송상현 묘소 및 신도비(淸州 宋象賢 墓所 및 神道碑)는 충청북도 청주시 흥덕구 수의동에 있는, 조선 중기의 충신 천곡(泉谷) 송상현(1551∼1592) 선생의 묘소 및 신도비이다. 1984년 12월 31일 충청북도의 기념물 제66호로 지정되었다.

## 개요
조선 중기의 충신 천곡(泉谷) 송상현(1551∼1592) 선생의 묘소이다.
선조 9년(1576)에 문과에 급제한 후 여러 관직을 거쳐 1591년 동래부사가 되었으며, 당시 잦은 왜구의 노략질과 왜적의 침입 소문에 대비하기 위하여 성곽을 수리하고 군사훈련을 시켰다. 선조 25년(1592) 임진왜란이 일어나자 동래성에 침입한 왜병과 싸우다 전사하였다. 이에 조정에서는 그의 충적을 기리어 이조판서의 관직을 내렸다. 그리고 충렬사에서 제사를 지내도록 하였으며 충신문을 세웠다.
강촌 묵방산에 자리잡은 이 묘는 원래 동래에 있던 것으로 광해군 2년(1610)에 지금의 위치로 옮겨졌다. 주위에는 상석과 문인석 등이 세워져 있으며, 묘의 오른쪽에는 비석이 놓여 있다. 묘소 입구에는 신도비(神道碑:왕이나 고관 등의 평생업적을 기리기 위해 무덤 근처 길가에 세운 비)가 있는데, 송시열이 글을 짓고 송준길이 글씨를 쓴 것이다.

## 참고 문헌
- 청주 송상현 묘소 및 신도비 - 국가유산청 국가유산포털